# Matzá

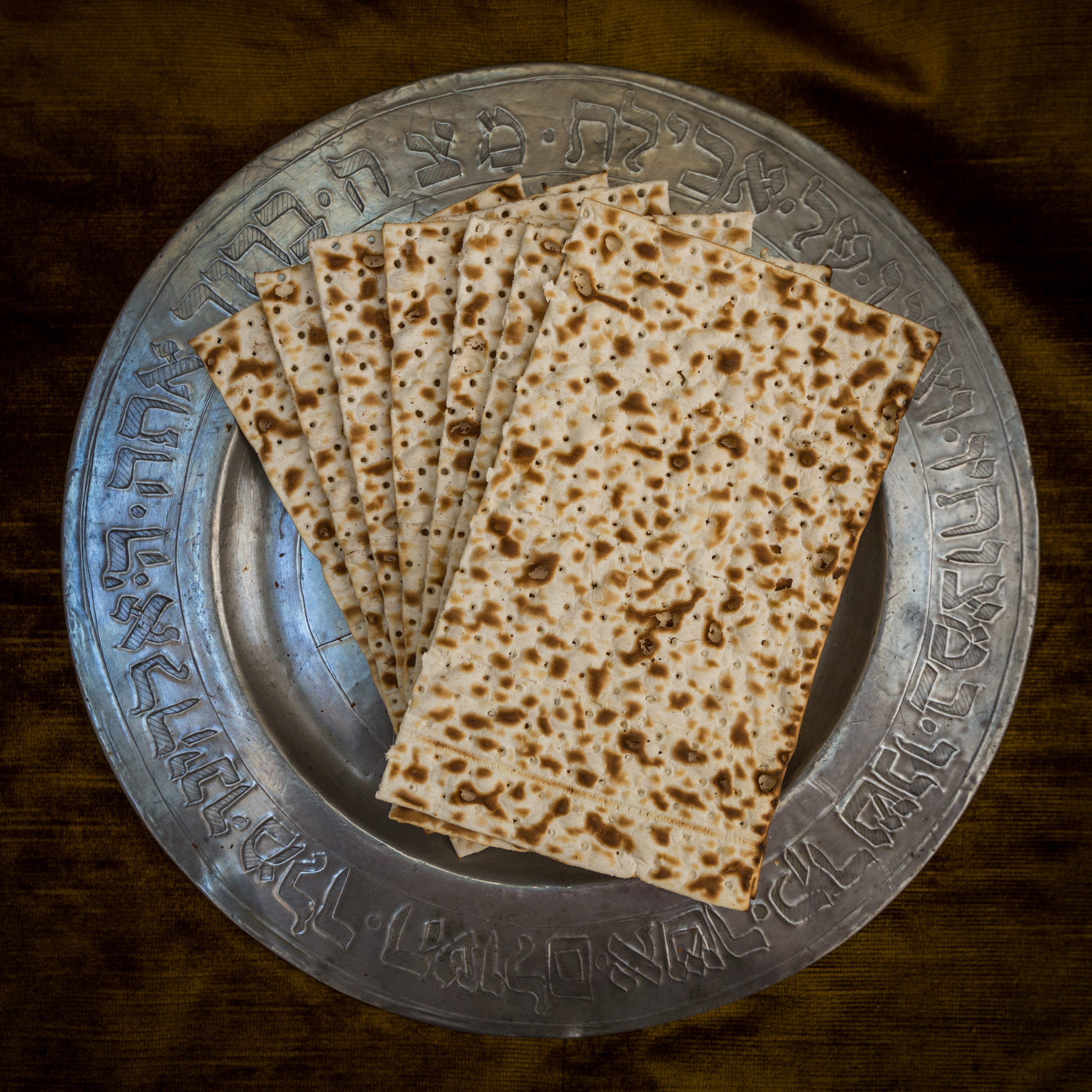
Metzot Plato com a fórmula da bênção sobre a refeição matza

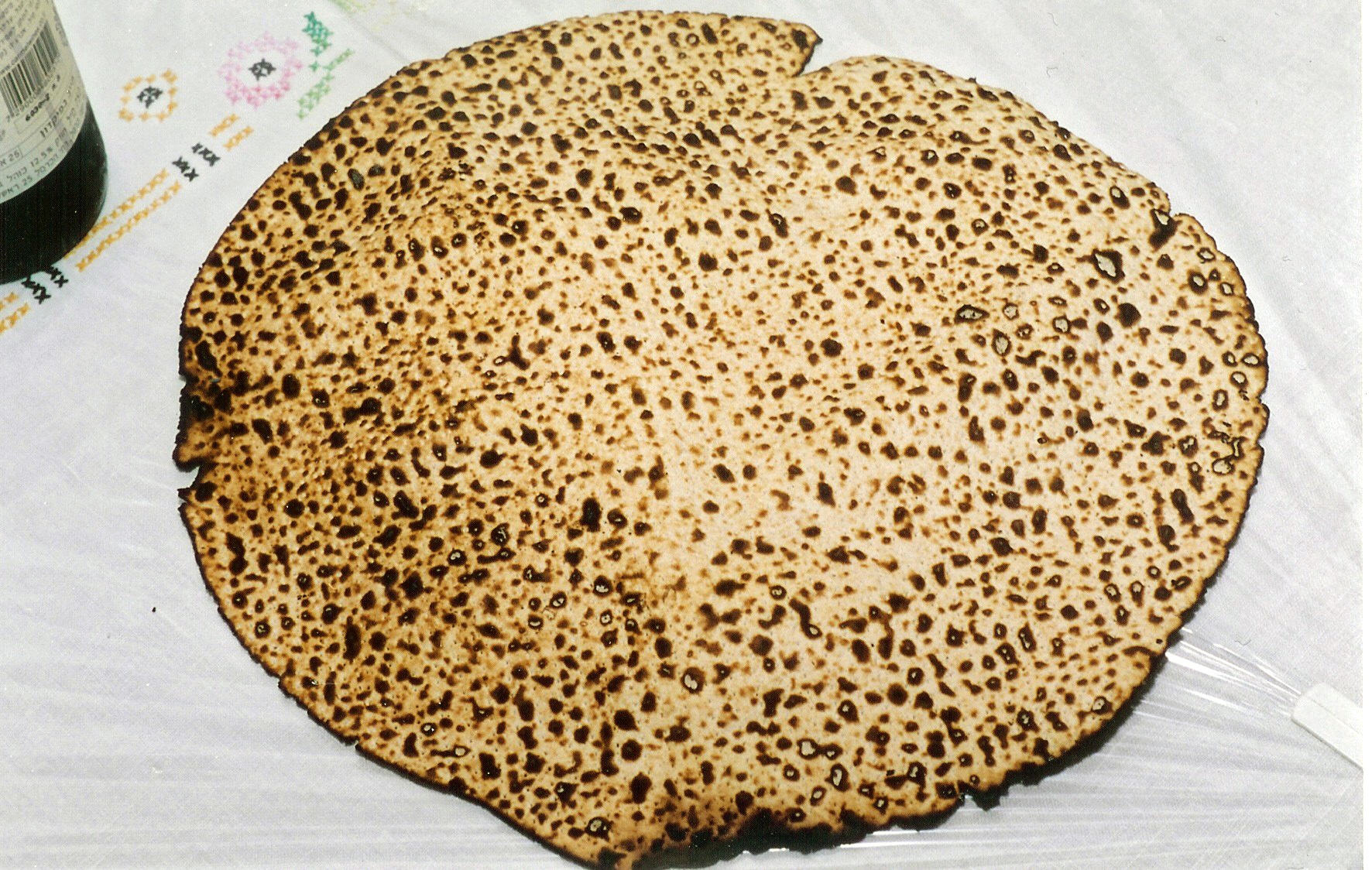
Shamurah Matzo trabalhada à mão

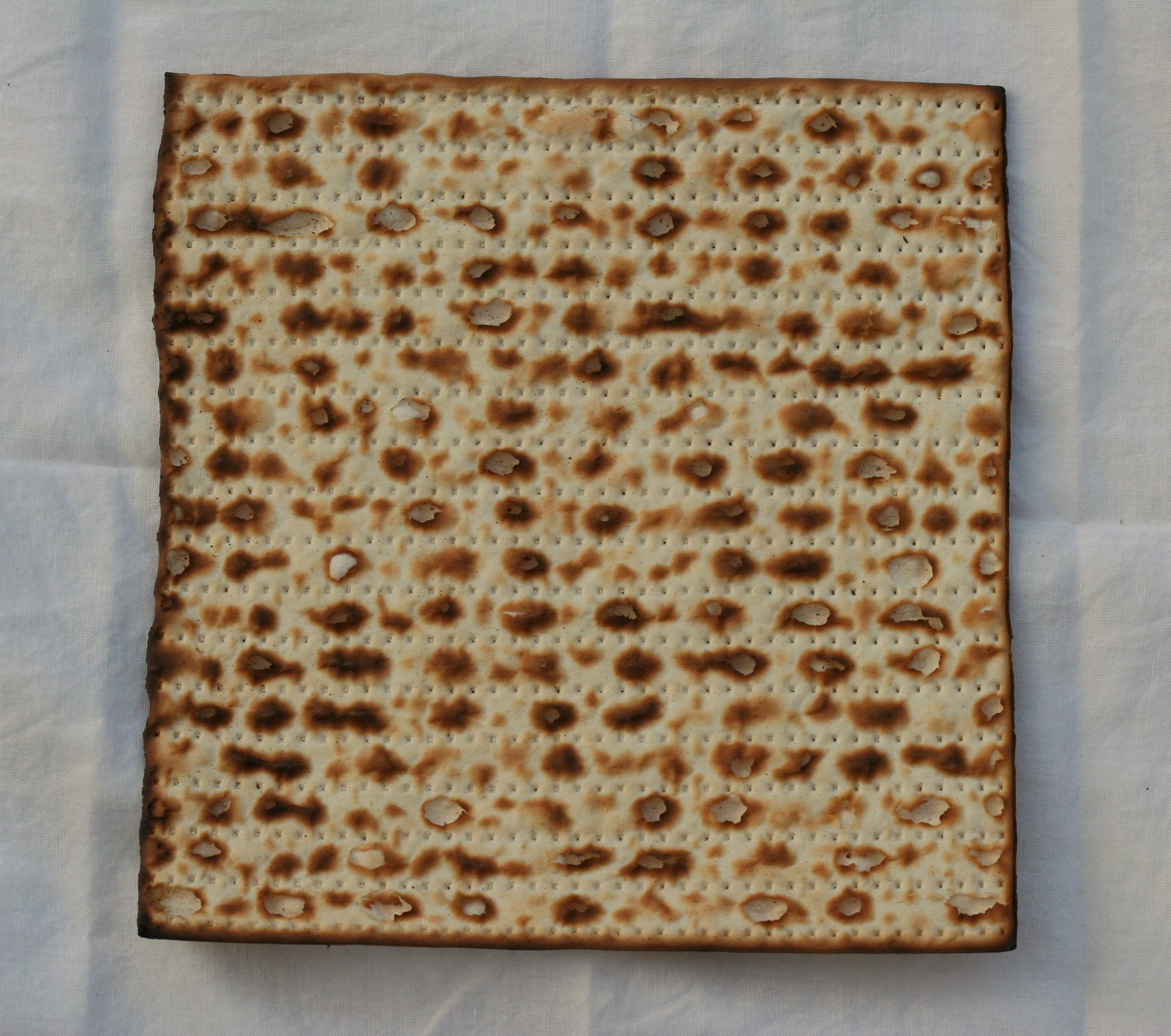
Matzah Shamurah trabalhou com máquina para Pessach

Matzá (em hebraico:  מַצָּה maṣṣā, em iídiche:  מצה matsoh; plural matzot; matzos do dialeto judeu asquenaz) é um pão ázimo sem fermento que faz parte da culinária judaica e forma um elemento integral do festival da Pessach, durante o qual chametz (fermento e cinco grãos que, pela lei judaica, são auto-fermentados) é proibido.
Como relata a Torá, Deus ordenou que os israelitas (modernamente, judeus e samaritanos) comessem apenas pães ázimos durante os sete dias do festival da Pessach. O matzá pode ser macio como pita ou crocante. Apenas a variedade crocante é produzida comercialmente porque o matzá macio tem uma vida útil muito curta. A farinha de matzá é um matzá crocante que foi moído até obter uma consistência semelhante à farinha. A farinha de matzá é usada para fazer bolinhas de matzá, o principal ingrediente da kneidl. Judeus sefarditas normalmente cozinham com matzá em vez de farinha de matzá.
O matzá que é kosher para a Pessach é limitado na tradição asquenaz ao matzá simples feito de farinha e água. A farinha pode ser de grãos inteiros ou refinados, mas deve ser feita de um dos cinco grãos: trigo, espelta, cevada, centeio ou aveia. Algumas comunidades sefarditas permitem que o matzá seja feito com ovos e/ou suco de frutas para ser usado durante todo o feriado.